# God Damn It
Goddamnit er et aflbum af den svenske rapper Petter fra 2007. Det blev udgivet på Universal Records.

## Trackliste
1. Intro Feat. Mikael Persbrandt 01:23
2. God Damn It 03:20
3. Fresh Feat. AFC 03:31
4. Logiskt Feat. Säkert 04:13
5. Get by Feat. Makeba Riddick 03:38
6. Stor Stil Feat. Khilen 04:11
7. Ställ Dej Upp/Rör Dej In Feat. Ison 03:57
8. 3 År Tillbaks Feat. AFC 03:57
9. Frustration 03:41
10. Rostig Kärlek Feat. ADL 03:44
11. Se Dej Igen Feat. Kaah 03:26
12. Goda Dagars Magi 03:44
13. Reflexion 07 03:35
14. Soptippsvärld Feat. Fille och Freddie Wadling 03:43